# Ngalla (Kobdombo)
Pour les articles homonymes, voir Ngalla.
Ngalla est un village du Cameroun, situé dans la commune de Kobdombo, le département du Nyong-et-Mfoumou et la région du Centre.

## Population
En 1961, Ngalla comptait 196 habitants, principalement des Yelinda. Lors du recensement de 2005, on y a dénombré 789 personnes.